# Metrovías
Metrovías, S.A. ist ein argentinisches Verkehrsunternehmen, das seit 1994 die U-Bahn (Subte) von Buenos Aires, die dazugehörige Premetro sowie die Eisenbahnstrecke Línea Urquiza betreibt. Metrovías S.A. gehört zu 90 Prozent dem Unternehmen Benito Roggio S.A.

## Geschichte

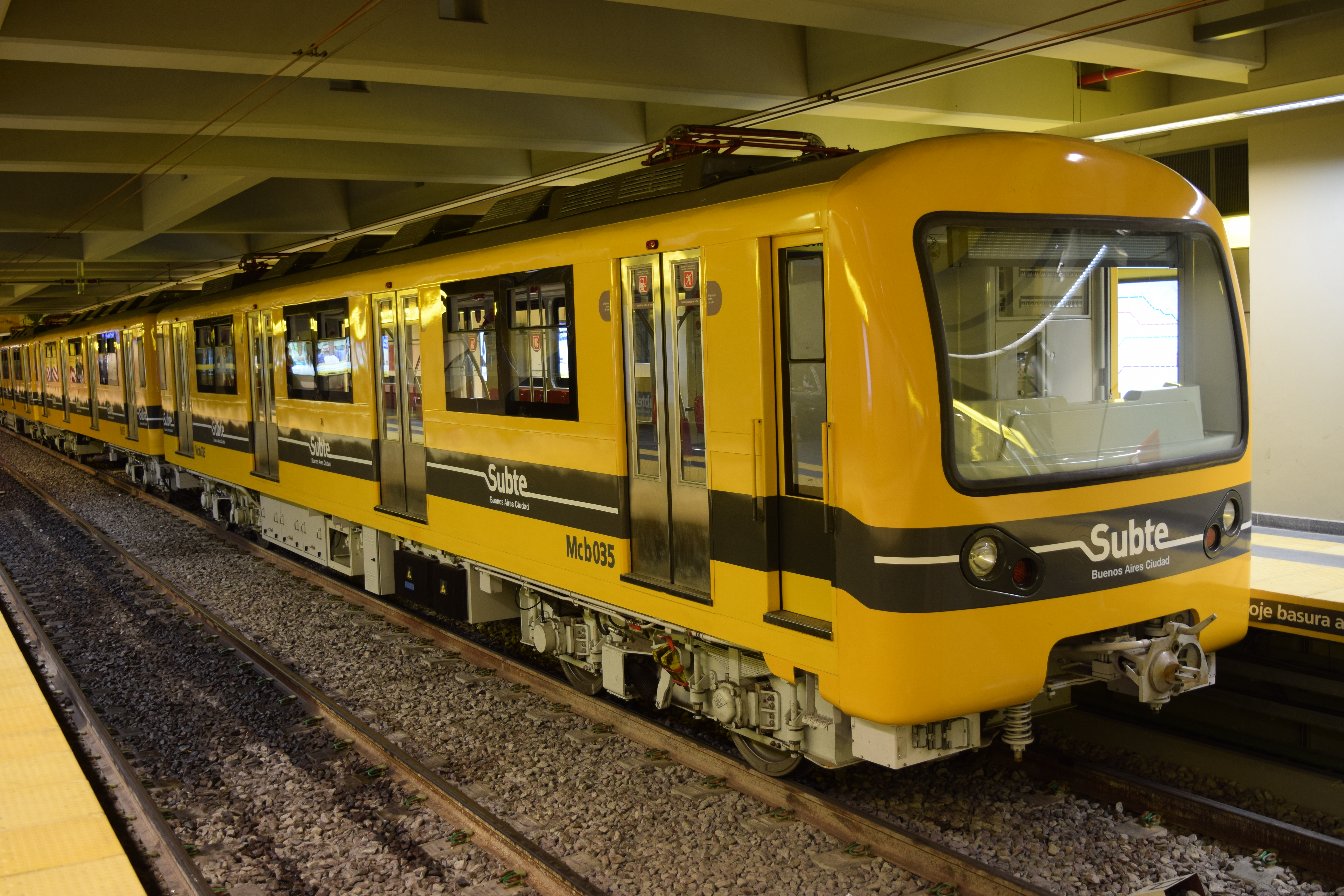
Seit 1994 betreibt Metrovías die „Subte“ von Buenos Aires

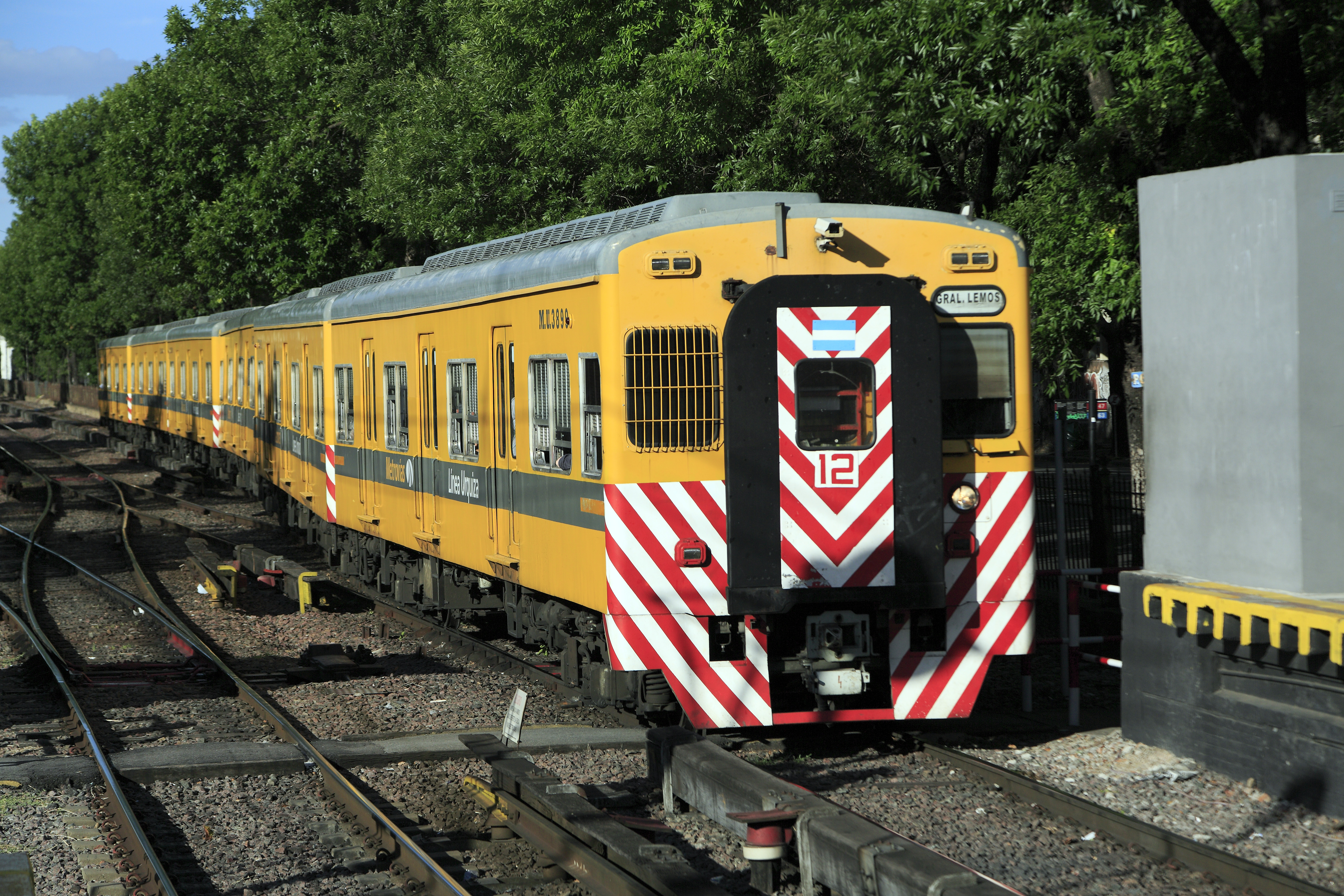
Zug der Metrovías auf der Línea Urquiza

Ende der achtziger Jahre beschloss der damalige argentinische Präsident Carlos Menem den Großteil der Staatsunternehmen, so auch die U-Bahn von Buenos Aires und die Vorortbahnen, zu privatisieren. Das am 18. August 1989 in Kraft getretene Gesetz 23 696 legte den regulatorischen Rahmen fest für die Privatisierung von Unternehmen. Schließlich definierte die Exekutive durch den Art. 13 des Dekrets 2074/90, unterzeichnet am 3. Oktober 1990, die Nutzungskonzession für die Dienste der Subterráneos de Buenos Aires SE. Durch dieses Dekret, unterschrieben durch den Präsidenten Carlos Menem, wurden die Linien der U-Bahn und der Premetro auf zwanzig Jahre vergeben. Wer sie bedienen wollte, musste auch die mit der Linie B der U-Bahn verbundene, regelspurige Eisenbahnstrecke Federico Lacroze – General Lemos („Línea Urquiza“) mitbetreiben.
Insgesamt bewarben sich sechs verschiedene Unternehmen. Letztendlich gewann Benito Roggio e hijos S.A. die Konzession, die mit den Unternehmen Cometrans S.A., Burlington Northern RR. Co., Morrison Knudsen Corporation Inc. und S.K.F. SACCIFA das Konsortium Metrovías S.A. bildete.
Die Übergabe der „Subte“ sowie der Línea Urquiza erfolgte am 1. Januar 1994. Die Konzession schließt die Möglichkeit von Tariferhöhungen für Verbesserungen des Dienstes oder aus Inflationsgründen ein, nicht jedoch die Erweiterung des Streckennetzes, dessen Planung und Ausführung zu Lasten der Stadt Buenos Aires gehen. 1999 wurde die Konzession bis zum 31. Dezember 2017 verlängert.
2004 entzog die argentinische Regierung dem Verkehrsunternehmen Metropolitano, das bisher die Línea San Martín zwischen Retiro und Dr. Cabred betrieben hatte, aufgrund von Qualitätsmängeln die Konzession. Gemeinsam mit den anderen beiden privaten Unternehmen Trenes de Buenos Aires und Ferrovías, die Vorortbahnen im Großraum Buenos Aires betrieben, bildete Metrovías die provisorische Betriebsgesellschaft Unidad de Gestión Operativa Ferroviaria de Emergencia (UGOFE), um vorübergehend den Betrieb auf der Strecke zu übernehmen. 2007 entzog die Regierung Metropolitano auch die Rechte für die anderen beiden zu betreibenden Strecken („Línea Belgrano Norte“ und „Línea Roca“), die nach dem 22. Mai 2007 ebenso von der UGOFE betrieben wurden.
2007 beförderte Metrovías S.A. 262,6 Millionen Fahrgäste in der Subte und Premetro sowie 25,8 Millionen Fahrgäste auf der Línea Urquiza. Die Fahrgastzahlen auf der Línea Urquiza sanken auf 19 Millionen (2012) bzw. auf 11 Millionen (2021).